# Мавританска усойница
Мавританските усойници (Daboia mauritanica) са вид влечуги от семейство Отровници (Viperidae).
Разпространени са в Северозападна Африка.
Таксонът е описан за пръв път от френския зоолог Андре Мари Констан Дюмерил през 1848 година.